# Prêmio Guarani de Melhor Ator Coadjuvante
O Prêmio Guarani de Melhor Ator Coadjuvante é um dos prêmios oferecidos pelo Prêmio Guarani do Cinema Brasileiro, concedido pela Academia Guarani de Cinema e entregue em honra aos atores que se destacam em um papel secundário de obras cinematográficas de determinado ano. Esta categoria está presente no Guarani desde a primeira cerimônia, ocasião em que Otávio Augusto venceu por sua interpretação em As Meninas. A comissão de indicação é composta por mais de quarenta profissionais da crítica cinematográfica, que convidam mais críticos para a fase de seleção dos ganhadores.
Nos primeiros dois anos, apenas três atores eram indicados nesta categoria. Nos três anos seguintes, essa quantidade aumentou para quatro atores indicados. A partir de 2001, a categoria passou a contemplar cinco atores por ano.
Desde sua criação, 24 atores já foram premiados com o Guarani de Melhor Ator. Matheus Nachtergaele é o maior vencedor desta categoria com três vitórias. Irandhir Santos já venceu duas vezes esta categoria. Irandhir Santos, João Miguel, José Dumont, Júlio Andrade e Matheus Nachtergaele são recordistas de indicação, com quatro cada.

## Indicados e vencedores
O ano indicado refere-se ao ano em que ocorreu a cerimônia de premiação, na maioria das vezes relativo ao catálogo de filmes produzidos no ano anterior. Os vencedores aparecem no topo da lista e destacados em negrito, de acordo com o site Papo de Cinema:

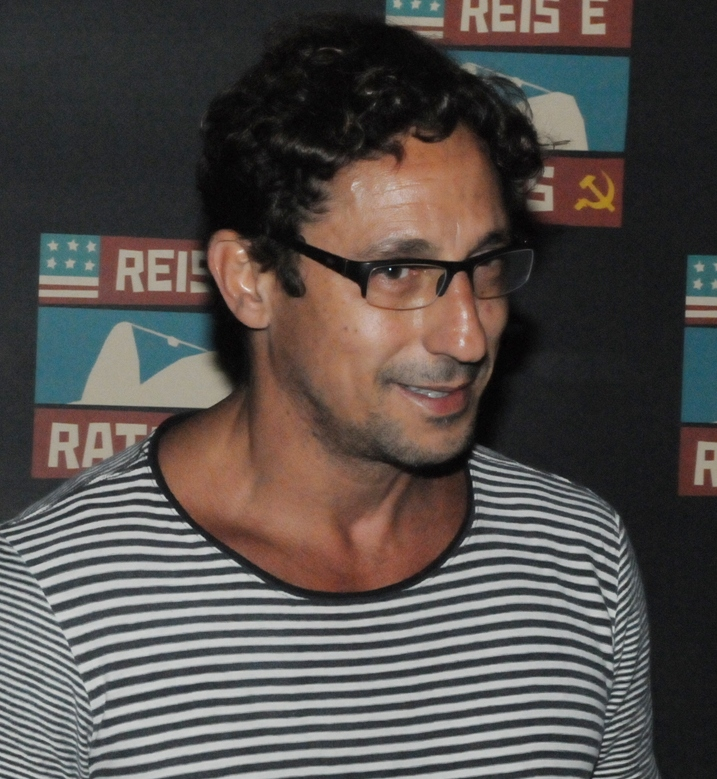
Tuca Andrada venceu pela sua interpretação em Quem Matou Pixote?. (1997)

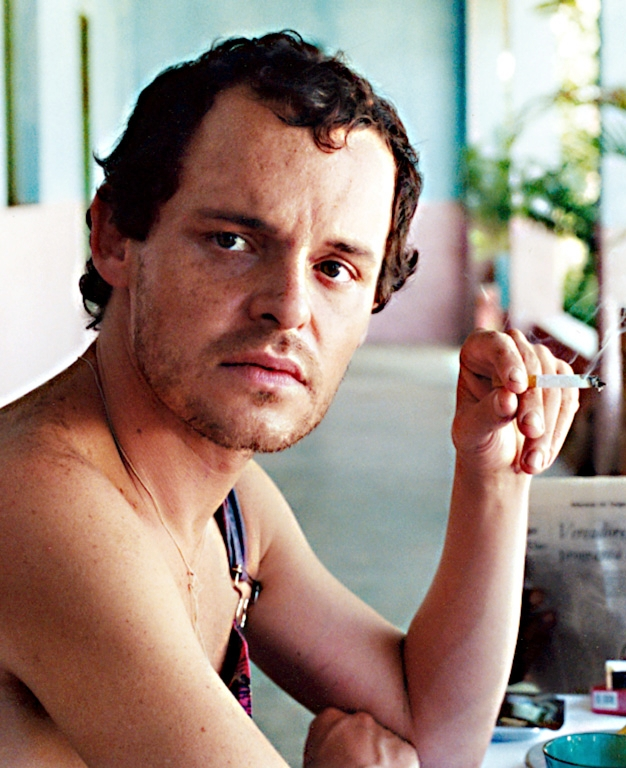
Matheus Nachtergaele detém o título de mais premiado com três vitórias de suas sete indicações.

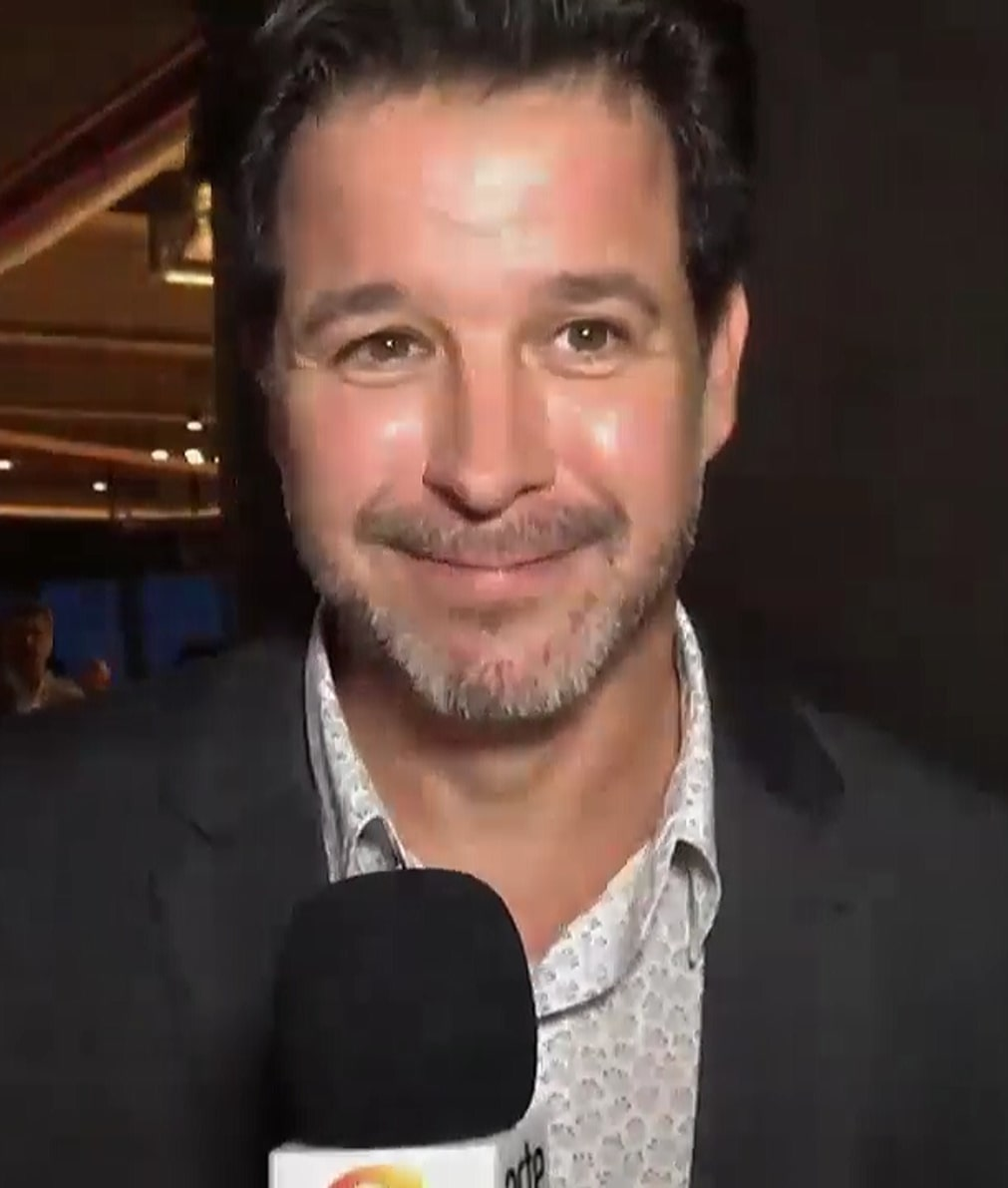
Murilo Benício conquistou o prêmio por Até Que a Vida nos Separe (2000).

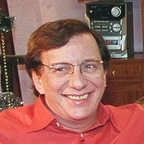
Marco Nanini conquistou o prêmio por O Auto da Compadecida (2001).

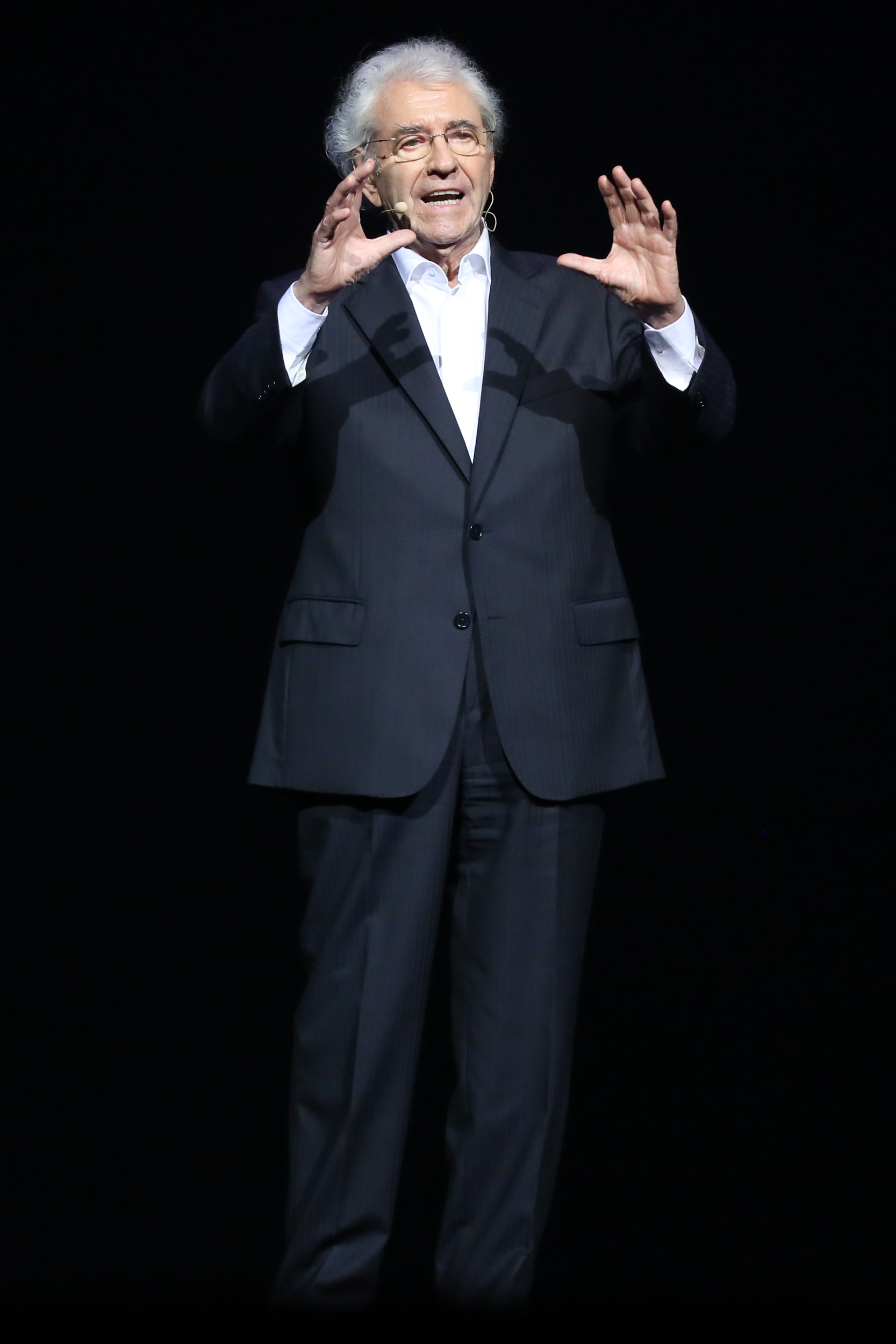
Juca de Oliveira foi premiado nesta categoria por Bufo e Spallanzani (2002).

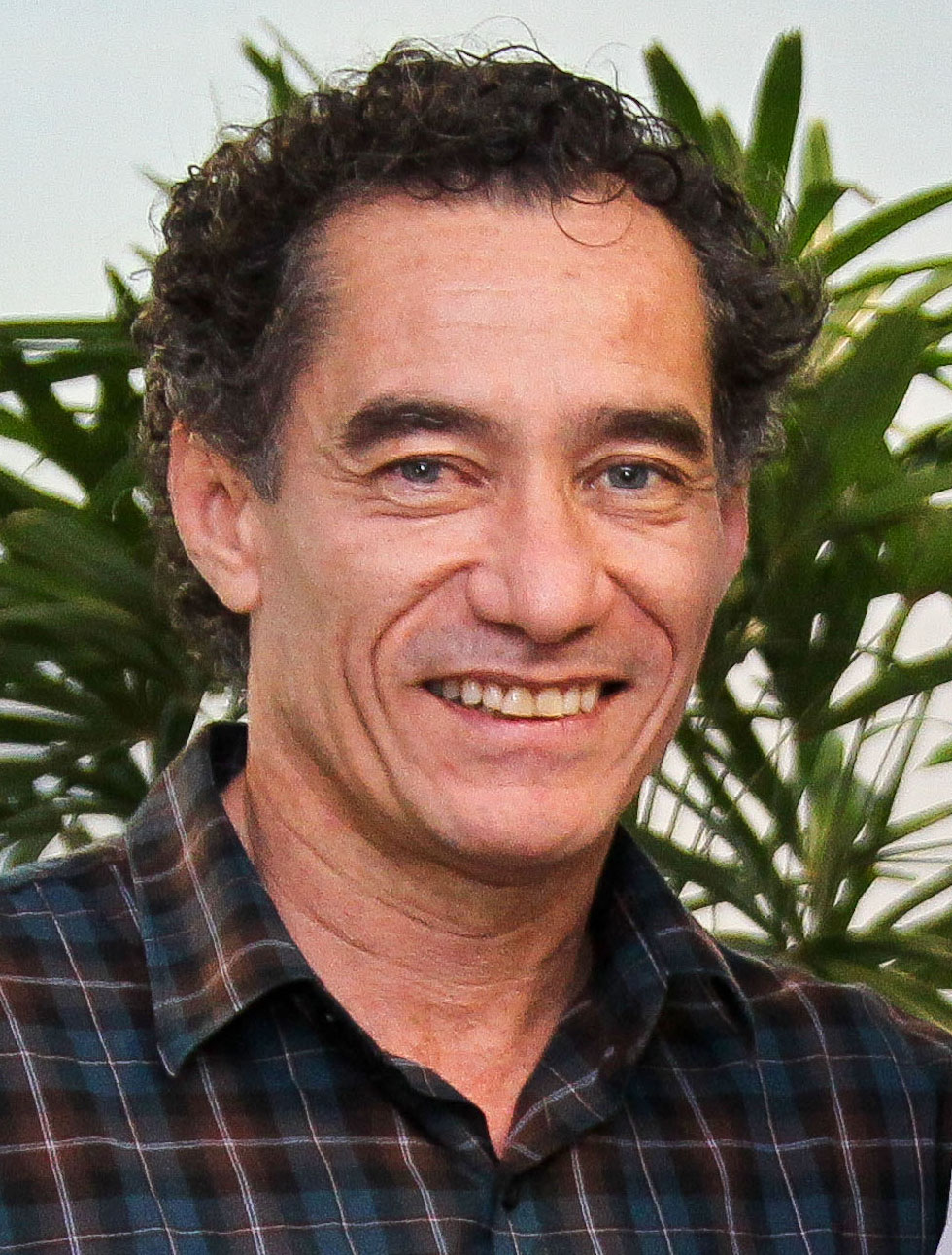
Chico Díaz venceu por Amarelo Manga (2004).

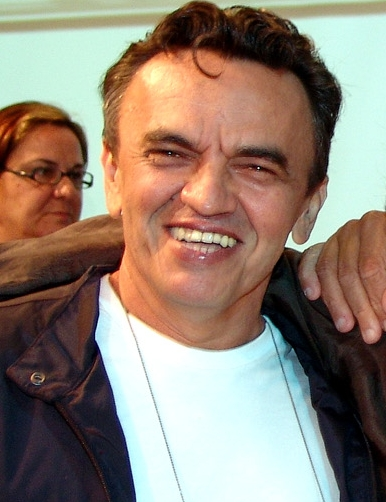
José Dumont conquistou o prêmio por 2 Filhos de Francisco (2006).

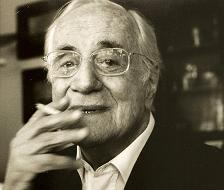
Paulo Autran conquistou o prêmio por A Maquina (2007).

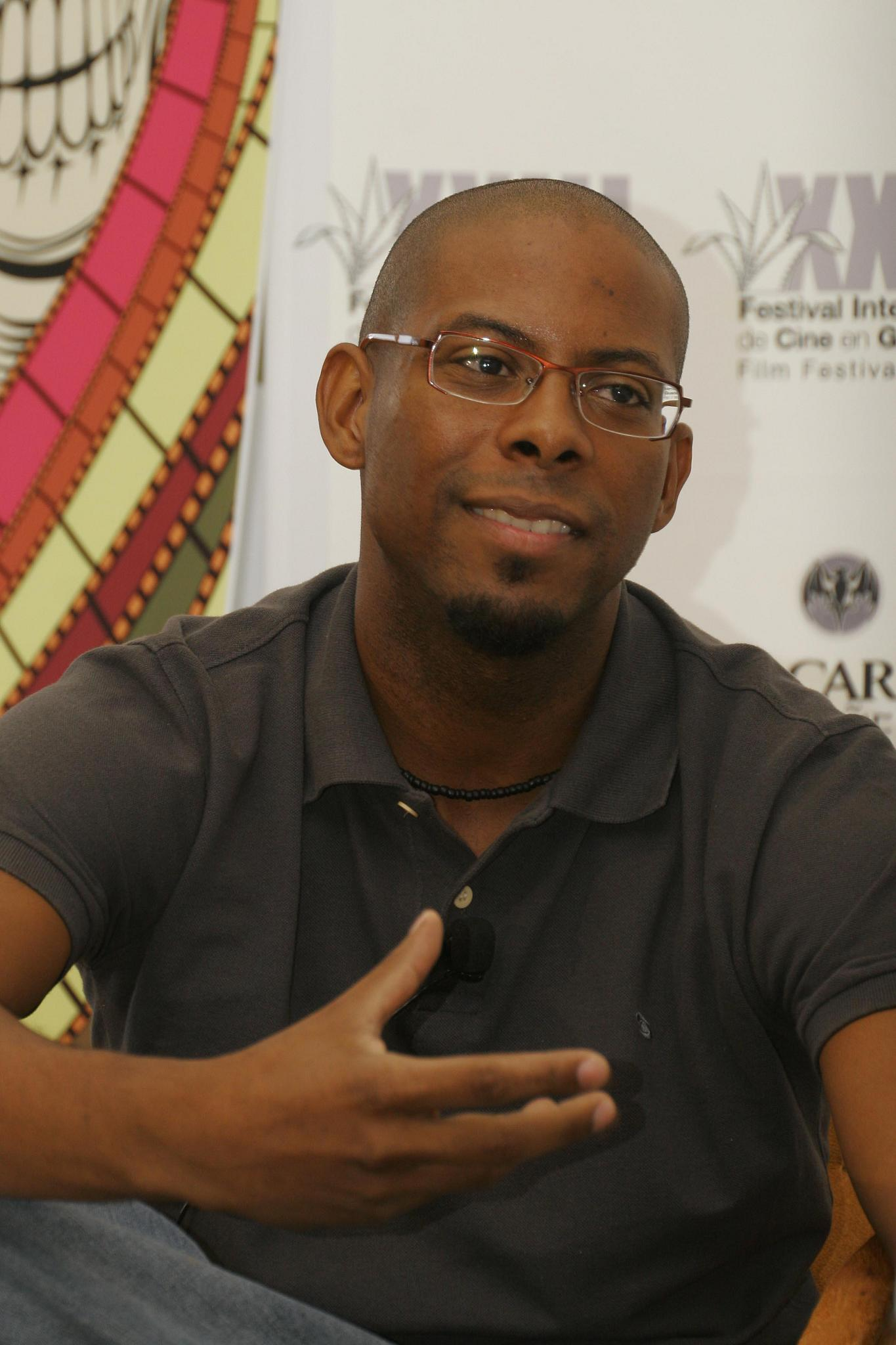
André Ramiro venceu a categoria pelo filme Tropa de Elite (2008).

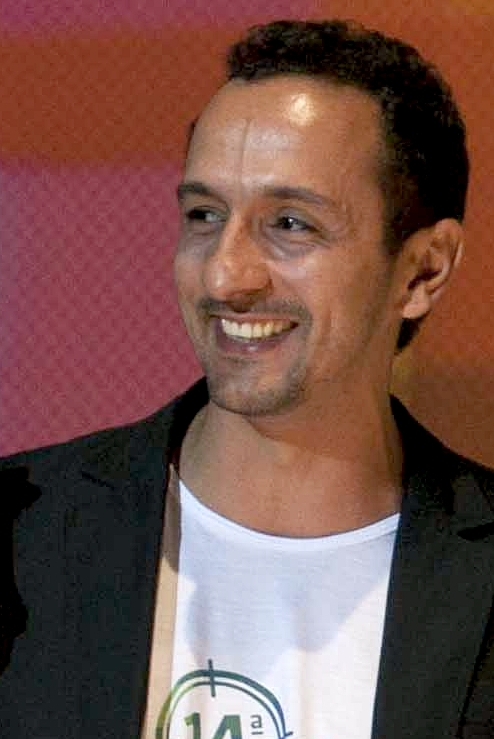
Irandhir Santos venceu duas vezes pelo desempenho em Olhos Azuis (2011) e A História da Eternidade (2016).

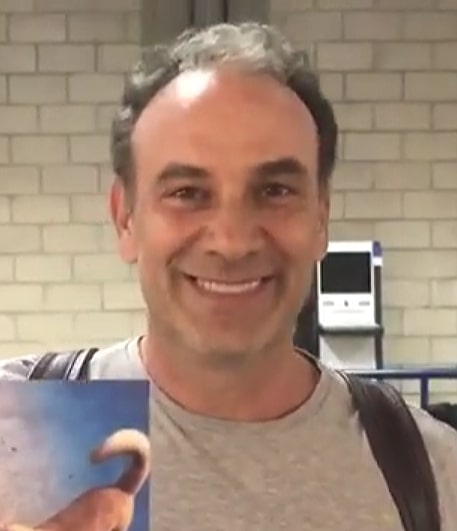
Marco Ricca ganhou por As Duas Irenes (2018).

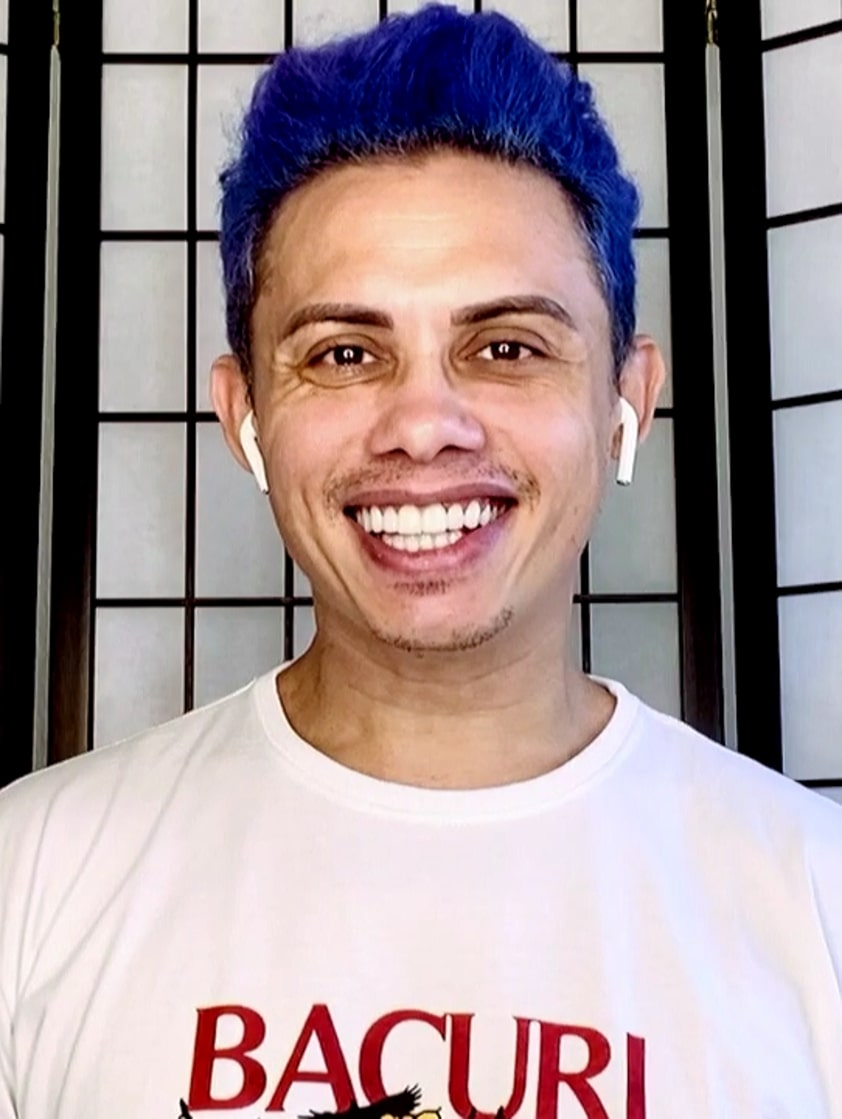
Silvero Pereira se saiu vitorioso por sua atuação em Bacurau (2020).

| Ano                  | Atriz                                    | Papel                                                  | Filme  | Ref. |
| -------------------- | ---------------------------------------- | ------------------------------------------------------ | ------ | ---- |
| 1996                 |                                          |                                                        |        |      |
| Otávio Augusto       | Valdomiro                                | As Meninas                                             | [ 1 ]  |      |
| Luís Melo            | Igor                                     | Terra Estrangeira                                      | [ 1 ]  |      |
| Luiz Carlos Arutim   | Vô Passarinho                            | O Menino Maluquinho                                    | [ 1 ]  |      |
| 1997                 |                                          |                                                        | [ 1 ]  |      |
| Tuca Andrada         | Cafu                                     | Quem Matou Pixote?                                     | [ 1 ]  |      |
| Antônio Leite        | José Rufino                              | Corisco e Dadá                                         | [ 1 ]  |      |
| Chico Anísio         | José "Zé" Esteves                        | Tieta do Agreste                                       | [ 1 ]  |      |
| 1998                 |                                          |                                                        | [ 1 ]  |      |
| Matheus Nachtergaele | Jonas                                    | O Que É Isso, Companheiro?                             | [ 3 ]  |      |
| Carlos Loffler       | Veludo                                   | Navalha na Carne                                       | [ 3 ]  |      |
| José Wilker          | Antônio Conselheiro                      | Guerra de Canudos                                      | [ 3 ]  |      |
| Tony Ramos           | Barata                                   | Pequeno Dicionário Amoroso                             | [ 3 ]  |      |
| 1999                 |                                          |                                                        | [ 3 ]  |      |
| Matheus Nachtergaele | Pedro                                    | Kenoma                                                 | [ 4 ]  |      |
| Alexandre Borges     | Machado                                  | Amor & Cia                                             | [ 4 ]  |      |
| Jonas Bloch          | Gerônimo                                 | Kenoma                                                 | [ 4 ]  |      |
| Lima Duarte          | José                                     | A Ostra e o Vento                                      | [ 4 ]  |      |
| 2000                 |                                          |                                                        |        |      |
| Murilo Benício       | Tônio                                    | Até que a Vida nos Separe                              | [ 5 ]  |      |
| Cacá Carvalho        | Irmão Dagobé                             | Outras Estórias                                        | [ 5 ]  |      |
| Chico Diaz           | Catulino                                 | O Tronco                                               | [ 5 ]  |      |
| Matheus Nachtergaele | Francisco                                | O Primeiro Dia                                         | [ 5 ]  |      |
| 2001                 |                                          |                                                        | [ 5 ]  |      |
| Marco Nanini         | "Capitão" Severino de Aracaju            | O Auto da Compadecida                                  | [ 7 ]  |      |
| Alexandre Borges     | Acácio                                   | Bossa Nova                                             | [ 7 ]  |      |
| Antônio Fagundes     | Gaspar Correia / Fernão Dias             | No Coração dos Deuses                                  | [ 7 ]  |      |
| Paulo Autran         | Dr. Enzo                                 | Oriundi                                                | [ 7 ]  |      |
| Paulo Vespúcio       | Vander                                   | O Dia da Caça                                          | [ 7 ]  |      |
| 2002                 |                                          |                                                        | [ 7 ]  |      |
| Juca de Oliveira     | Ceresso                                  | Bufo & Spallanzani                                     | [ 8 ]  |      |
| Emílio de Mello      | Pedro                                    | Amores Possíveis                                       | [ 8 ]  |      |
| Marco Nanini         | Delegado Mello Pimenta                   | O Xangô de Baker Street                                | [ 8 ]  |      |
| Othon Bastos         | Seu Wilson                               | Bicho de Sete Cabeças                                  | [ 8 ]  |      |
| Tonico Pereira       | Cacique Itaparica                        | Caramuru: A Invenção do Brasil                         | [ 8 ]  |      |
| 2003                 |                                          |                                                        | [ 8 ]  |      |
| Paulo Miklos         | Anísio                                   | O Invasor                                              | [ 9 ]  |      |
| Caco Ciocler         | Miguel Achid                             | Avassaladoras                                          | [ 9 ]  |      |
| Flávio Bauraqui      | Tabu                                     | Madame Satã                                            | [ 9 ]  |      |
| José Dumont          | Pai Tonho                                | Abril Despedaçado                                      | [ 9 ]  |      |
| Raul Cortez          | Pai                                      | Lavoura Arcaica                                        | [ 9 ]  |      |
| 2004                 |                                          |                                                        | [ 9 ]  |      |
| Chico Diaz           | Wellington                               | Amarelo Manga                                          | [ 10 ] |      |
| Fábio Assunção       | Paulo                                    | Cristina Quer Casar                                    | [ 10 ] |      |
| Osmar Prado          | Francisco de Albuquerque                 | Desmundo                                               | [ 10 ] |      |
| Rodrigo Santoro      | Lady Di                                  | Carandiru                                              | [ 10 ] |      |
| Wagner Moura         | Edvaltécio Barbosa da Anunciação "Taoca" | Deus É Brasileiro                                      | [ 10 ] |      |
| 2005                 |                                          |                                                        | [ 10 ] |      |
| Ailton Graça         | Waldomiro                                | Contra Todos                                           | [ 11 ] |      |
| Caco Ciocler         | Luís Carlos Prestes                      | Olga                                                   | [ 11 ] |      |
| Lázaro Ramos         | Éder Fragoso                             | Meu Tio Matou um Cara                                  | [ 11 ] |      |
| Lúcio Mauro          | Tísico                                   | Redentor                                               | [ 11 ] |      |
| Rodrigo Santoro      | Luiz Cláudio (jovem)                     | A Dona da História                                     | [ 11 ] |      |
| 2006                 |                                          |                                                        | [ 11 ] |      |
| José Dumont          | Miranda                                  | 2 Filhos de Francisco                                  | [ 12 ] |      |
| Jonas Bloch          | Mateus                                   | Cabra Cega                                             | [ 12 ] |      |
| Lázaro Ramos         | Dido                                     | Quanto Vale ou é por Quilo?                            | [ 12 ] |      |
| Luís Gustavo         | Alfredo Baragatti                        | O Casamento de Romeu e Julieta                         | [ 12 ] |      |
| Pedro Paulo Rangel   | Seu Juquinha                             | O Coronel e o Lobisomem                                | [ 12 ] |      |
| 2007                 |                                          |                                                        | [ 12 ] |      |
| Paulo Autran         | Antônio                                  | A Máquina                                              | [ 13 ] |      |
| José Dumont          | Zé Elétrico                              | Árido Movie                                            | [ 13 ] |      |
| Marcos Caruso        | Otávio                                   | Depois Daquele Baile                                   | [ 13 ] |      |
| Otávio Augusto       | Lourenço                                 | Anjos do Sol                                           | [ 13 ] |      |
| Selton Mello         | Bob                                      | Árido Movie                                            | [ 13 ] |      |
| 2008                 |                                          |                                                        |        |      |
| André Ramiro         | André Matias                             | Tropa de Elite                                         | [ 14 ] |      |
| Caio Junqueira       | Neto Gouveia                             | Tropa de Elite                                         | [ 14 ] |      |
| Cássio Gabus Mendes  | Delegado Sérgio Paranhos Fleury          | Batismo de Sangue                                      | [ 14 ] |      |
| Lázaro Ramos         | Roque                                    | Ó Pai, Ó                                               | [ 14 ] |      |
| Milhem Cortaz        | Sr. Edgar                                | Querô                                                  | [ 14 ] |      |
| 2009                 |                                          |                                                        | [ 14 ] |      |
| João Baldasserini    | Dênis                                    | Linha de Passe                                         | [ 16 ] |      |
| João Miguel          | Pai                                      | Mutum                                                  | [ 16 ] |      |
| Lúcio Mauro          | Miguel                                   | Feliz Natal                                            | [ 16 ] |      |
| Rocco Pitanga        | Carlão                                   | Era Uma Vez...                                         | [ 16 ] |      |
| Stepan Nercessian    | Eudes                                    | Chega de Saudade                                       | [ 16 ] |      |
| 2010                 |                                          |                                                        | [ 16 ] |      |
| Jackson Antunes      | Pai                                      | A Festa da Menina Morta                                | [ 17 ] |      |
| Dan Stulbach         | Clausewitz                               | Tempos de Paz                                          | [ 17 ] |      |
| Eucir de Souza       | Alex                                     | Salve Geral                                            | [ 17 ] |      |
| João Miguel          | Sebastião                                | Hotel Atlântico                                        | [ 17 ] |      |
| Luís Miranda         | Alex                                     | Jean Charles                                           | [ 17 ] |      |
| 2011                 |                                          |                                                        | [ 17 ] |      |
| Irandhir Santos      | Nonato Dias                              | Olhos Azuis                                            | [ 18 ] |      |
| Eduardo Moscovis     | Brito                                    | Cabeça a Prêmio                                        | [ 18 ] |      |
| Murilo Rosa          | Hugo                                     | Como Esquecer                                          | [ 18 ] |      |
| Otávio Müller        | Abílio                                   | Cabeça a Prêmio                                        | [ 18 ] |      |
| Tony Ramos           | Orlando                                  | Chico Xavier                                           | [ 18 ] |      |
| 2012                 |                                          |                                                        | [ 18 ] |      |
| Marat Descartes      | Otávio                                   | Trabalhar Cansa                                        | [ 19 ] |      |
| Caco Ciocler         | Ivan Cláudio                             | Família Vende Tudo                                     | [ 19 ] |      |
| Cauã Reymond         | Murilo                                   | Estamos Juntos                                         | [ 19 ] |      |
| Jonathan Haagensen   | Jaime "Jaiminho"                         | Bróder                                                 | [ 19 ] |      |
| Paulo José           | Valdemar / Palhaço Puro Sangue           | O Palhaço                                              | [ 19 ] |      |
| 2013                 |                                          |                                                        | [ 19 ] |      |
| Julio Andrade        | Luiz Gonzaga do Nascimento Júnior        | Gonzaga: de Pai pra Filho                              | [ 21 ] |      |
| Caco Ciocler         | Inspetor Freire                          | Disparos                                               | [ 21 ] |      |
| Caio Blat            | Leonardo Villas-Bôas                     | Xingu                                                  | [ 21 ] |      |
| João Miguel          | Cláudio Villas-Bôas                      | Xingu                                                  | [ 21 ] |      |
| Zécarlos Machado     | Ernani                                   | Eu Receberia as Piores Notícias dos seus Lindos Lábios | [ 21 ] |      |
| 2014                 |                                          |                                                        | [ 21 ] |      |
| W.J. Solha           | Francisco                                | O Som ao Redor                                         | [ 22 ] |      |
| Felipe Abib          | Jeremias                                 | Faroeste Caboclo                                       | [ 22 ] |      |
| Lima Duarte          | Sal Gadelha                              | A Busca                                                | [ 22 ] |      |
| Miguel Thiré         | Eduardo                                  | A Memória que me Contam                                | [ 22 ] |      |
| Walmor Chagas        | Samir                                    | A Coleção Invisível                                    | [ 22 ] |      |
| 2015                 |                                          |                                                        | [ 22 ] |      |
| Jesuíta Barbosa      | Ayrton                                   | Praia do Futuro                                        | [ 23 ] |      |
| Antônio Fagundes     | Sênior                                   | Quando Eu Era Vivo                                     | [ 23 ] |      |
| Caio Blat            | Samuel                                   | Alemão                                                 | [ 23 ] |      |
| Cauã Reymond         | Juan Senon Rolón "Fábio"                 | Tim Maia                                               | [ 23 ] |      |
| Juliano Cazarré      | Delegado                                 | O Lobo Atrás da Porta                                  | [ 23 ] |      |
| 2016                 |                                          |                                                        | [ 23 ] |      |
| Irandhir Santos      | João "Dinho"                             | A História da Eternidade                               | [ 24 ] |      |
| Caio Blat            | Carlos                                   | Califórnia                                             | [ 24 ] |      |
| Francisco Cuoco      | Pedro                                    | Real Beleza                                            | [ 24 ] |      |
| Lourenço Mutarelli   | José Carlos Bragança                     | Que Horas Ela Volta?                                   | [ 24 ] |      |
| Marcello Novaes      | Hugo Cavalcanti                          | Casa Grande                                            | [ 24 ] |      |
| 2017                 |                                          |                                                        | [ 24 ] |      |
| Matheus Nachtergaele | Matheus                                  | Mãe Só Há Uma                                          | [ 25 ] |      |
| Fabricio Boliveira   | Fernando Diniz                           | Nise: O Coração da Loucura                             | [ 25 ] |      |
| Gustavo Machado      | Ronaldo Fernando Esquerdo e Bôscoli      | Elis                                                   | [ 25 ] |      |
| Irandhir Santos      | Roberval                                 | Aquarius                                               | [ 25 ] |      |
| Jesuíta Barbosa      | Pica-Pau                                 | Reza a Lenda                                           | [ 25 ] |      |
| 2018                 |                                          |                                                        | [ 25 ] |      |
| Marco Ricca          | Tonica                                   | As Duas Irenes                                         | [ 26 ] |      |
| Júlio Andrade        | Gildo                                    | Redemoinho                                             | [ 26 ] |      |
| Jorge Mautner        | Rubens Vasconcellos                      | Como Nossos Pais                                       | [ 26 ] |      |
| José Dumont          | Apolo                                    | Era o Hotel Cambridge                                  | [ 26 ] |      |
| Marat Descartes      | Ruben                                    | Mulher do Pai                                          | [ 26 ] |      |
| 2019                 |                                          |                                                        | [ 26 ] |      |
| Osmar Prado          | José Aristides Jofre "Kid Jofre"         | 10 Segundos para Vencer                                | [ 27 ] |      |
| Ícaro Silva          | Luís Antonio da Silva Machado (Skunk)    | Legalize Já: Amizade Nunca Morre                       | [ 27 ] |      |
| Irandhir Santos      | Djair                                    | O Animal Cordial                                       | [ 27 ] |      |
| Júlio Andrade        | Ângelo da Silva                          | Paraíso Perdido                                        | [ 27 ] |      |
| Otávio Muller        | Klaus                                    | Benzinho                                               | [ 27 ] |      |
| 2020                 |                                          |                                                        | [ 27 ] |      |
| Silvero Pereira      | Lunga                                    | Bacurau                                                | [ 30 ] |      |
| Demick Lopes         | Jean                                     | Greta                                                  | [ 30 ] |      |
| Enrique Diaz         | Adão                                     | Los Silencios                                          | [ 30 ] |      |
| Renato Novaes        | Jairo                                    | Temporada                                              | [ 30 ] |      |
| Rodrigo Santoro      | Louco                                    | Turma da Mônica: Laços                                 | [ 30 ] |      |
| 2021                 |                                          |                                                        |        |      |
| João Miguel          | Miguel                                   | Pacarrete                                              | [ 32 ] |      |
| Júlio Andrade        | Ramiro                                   | Aos Olhos de Ernesto                                   | [ 32 ] |      |
| Julio Adrião         | Capitão Jesus                            | Sertânia                                               | [ 32 ] |      |
| Rogério Fróes        | Seu Lira                                 | Três Verões                                            | [ 32 ] |      |
| Thomás Aquino        | Eduardo                                  | Todos os Mortos                                        | [ 32 ] |      |
| 2022                 |                                          |                                                        |        |      |
| Thomás Aquino        | Fernando                                 | Deserto Particular                                     | [ 33 ] |      |
| André Ramiro         | Orlando Caldeira                         | O Novelo                                               | [ 33 ] |      |
| Bruno Gagliasso      | Lúcio                                    | Marighella                                             | [ 33 ] |      |
| Cauã Reymond         | Sandro                                   | Piedade                                                | [ 33 ] |      |
| Rodrigo Santoro      | Luca                                     | 7 Prisioneiros                                         | [ 33 ] |      |

## Múltiplas vitórias e indicações
| Vitórias | Atores               |
| -------- | -------------------- |
| 3        | Matheus Nachtergaele |
| 2        | Irandhir Santos      |

| Indicações | Atores               |
| ---------- | -------------------- |
| 4          | Irandhir Santos      |
| 4          | João Miguel          |
| 4          | José Dumont          |
| 4          | Júlio Andrade        |
| 4          | Matheus Nachtergaele |
| 4          | Rodrigo Santoro      |
| 3          | Caco Ciocler         |
| 3          | Cauã Reymond         |
| 3          | Lázaro Ramos         |